# M 07
Die M 07 ist eine ukrainische Fernstraße. Sie führt von Kiew in westlicher Richtung parallel zur belarussischen Grenze über Korosten und Kowel zur polnischen Grenze bei Chełm. Vor 1991 trug die Straße im sowjetischen Fernstraßennetz die Bezeichnung A 255. Die Fortsetzung der M 07 auf polnischem Staatsgebiet bildet die Schnellstraße S12 nach Lublin und weiter nach Piotrków Trybunalski bei Łódź.

## Geschichte
Die Strecke zwischen Chełm und Kowel gehörte zwischen 1921 und 1939 zum Territorium der Zweiten Polnischen Republik und wurde durch das polnische Straßengesetz vom 23. Juni 1921 trotz ihres unbefestigten Ausbauzustandes zur Staatsstraße (droga państwowa) erklärt.

## Verlauf
| 0 km   | Kiew                      |
|        | Kozjubynske               |
|        | Hostomel                  |
| 35 km  | Butscha                   |
| 55 km  | Borodjanka                |
| 102 km | Malyn                     |
| 161 km | Korosten                  |
|        | Luhyny                    |
| 196 km | Nowi Belokorowytschi      |
|        | Olewsk                    |
|        | Rokytne                   |
|        | Klessiw                   |
| 311 km | Sarny                     |
|        | Horodez                   |
| 383 km | Manewytschi               |
| 442 km | Kowel                     |
| 488 km | Ljuboml                   |
| 508 km | Jahodyn, polnische Grenze |